# Morten Mølholm Hansen
Morten Mølholm Hansen (født 13. december 1961) har siden 2015 været adm. direktør i Danmarks største idrætsorganisation, Danmarks Idrætsforbund (DIF), og generalsekretær i Danmarks Olympiske Komité.

## Uddannelse
Morten Mølholm har en uddannelse som cand.scient. pol. fra Institut for Statskundskab, Aarhus Universitet (1990) og har en tillægsuddannelse i journalistik fra Danmarks Journalisthøjskole (1989) og en masteruddannelse i corporate communication fra Copenhagen Business School (2008).

## Karriere
Forud for sin ansættelse som direktør i DIF har Morten Mølholm været ansat i Kulturministeriet og i DIF som bl.a. kommunikationschef og udviklingschef. Han har gennem årene været udpeget til en række tillidshverv, bl.a. som bestyrelsesmedlem i Anti Doping Danmark (1999-2005 samt 2011-2015), i Idrættens Analyseinstitut (2005-2012), i Fonden Aarhus som europæisk kulturby 2017 (2012-2018), EU’s ekspertgruppe vedr. tv-rettigheder og store sportsbegivenheder (2002-2005) og i kulturminister Jytte Hildens kulturpolitiske tænketank (1993-96). Han sidder i dag bl.a. i den internationale olympiske komite, IOCs, Communication Commission (2015-) og en række priskomiteer.
Han har gennem årene skrevet en række bøger, kronikker, debatindlæg og artikler om idrætslige og samfundsmæssige temaer, bl.a. om ændringer i befolkningens motionsvaner, udfordringer inden for børne- og ungdomsidrætten, den olympiske bevægelse og eliteidrætten samt samfundsmæssige problemstillinger som vilkår for frivillige, doping, seksuelle overgreb, integration, matchfixing og socialt udsatte.
Morten Mølholm var en del af den efterforskningsgruppe (2013-2015), der undersøgte omfanget og karakteren af doping i dansk cykelsport fra 1990’erne og frem til 2015. I DIF har han også arbejdet med at bekæmpe matchfixing og seksuelle overgreb inden for idrætten, lige som han arbejder for at give idrætstilbud til socialt udsatte, sindslidende og soldaterveteraner samt fremme ligestilling inden for idrætten. Han er medlem af The Gender Diversity Roundtable Denmark, et udvalg nedsat af FN og Boston Consulting Group (BCG) med det formål at dele erfaringer på tværs af erhvervslivet, uddannelsesinstitutioner og idrætten, som skal bidrage til at øge antallet af kvindelige ledere i Danmark.
Han har som direktør for DIF arbejdet med at skabe de økonomiske rammer for både Danmarks olympiske satsning ved OL i Tokyo og samarbejdet med DGI om 'Bevæg dig for livet', hvor det er målet, at 600.000 flere danskere skal dyrke idræt i løbet af de næste 10 år.

## Udmærkelser
Han blev i 2017 optaget i Kraks Blå Bog Arkiveret 2. marts 2018 hos  Wayback Machine og blev i 2018 Ridder af Dannebrog.

## Privat
Morten Mølholm er næstældste i en søskendeflok på fire, søn af overlæge Jens Erik Mølholm Hansen og statsaut. musikpædagog Lene Rosendal. Han er opvokset i Gentofte og har studeret i Aarhus, men bor i dag i Birkerød med sin hustru, psykolog Ditte Tang Johansen, og deres to døtre, Anna og Karoline. Han har spillet bordtennis på konkurrenceniveau og dyrker i dag fodbold, badminton og tennis på motionsniveau. Han er i sin fritid frivilligt bestyrelsesmedlem i Birkerød Tennisklub.